# 皺胸紋胸鮡
皺胸紋胸鮡，為輻鰭魚綱鯰形目鮡科的其中一種，為熱帶淡水魚類，分布於亞洲印度Mausam、Sur Luite、Tlawng及Tuirial河流域，體長可達9.6公分，棲息在底層水域，生活習性不明。

## 扩展阅读
維基物種上的相關：皺胸紋胸鮡